# Vitreorana gorzulae
Vitreorana gorzulae es una especie de anfibio anuro de la familia de las ranas de cristal (Centrolenidae). Se encuentra en Venezuela en Auyantepui, Atapare y la sierra de Lema; y en la Guyana en el parque nacional Kaieteur, tepuy Maringma y las montañas Peters.